# Most Elżbiety w Budapeszcie
Most Elżbiety (węg. Erzsébet híd) – jeden z najbardziej rozpoznawalnych mostów w Budapeszcie. Łączy V. dzielnicę Pesztu z I. dzielnicą w Budzie. Pierwszy most zbudowano w latach 1897–1903, niedługo po wybudowaniu Mostu Wolności. Nazwany imieniem węgierskiej królowej Elżbiety. Po zburzeniu w 1945 roku zbudowano nowy most w 1964 roku.

## Stary most z 1903 roku

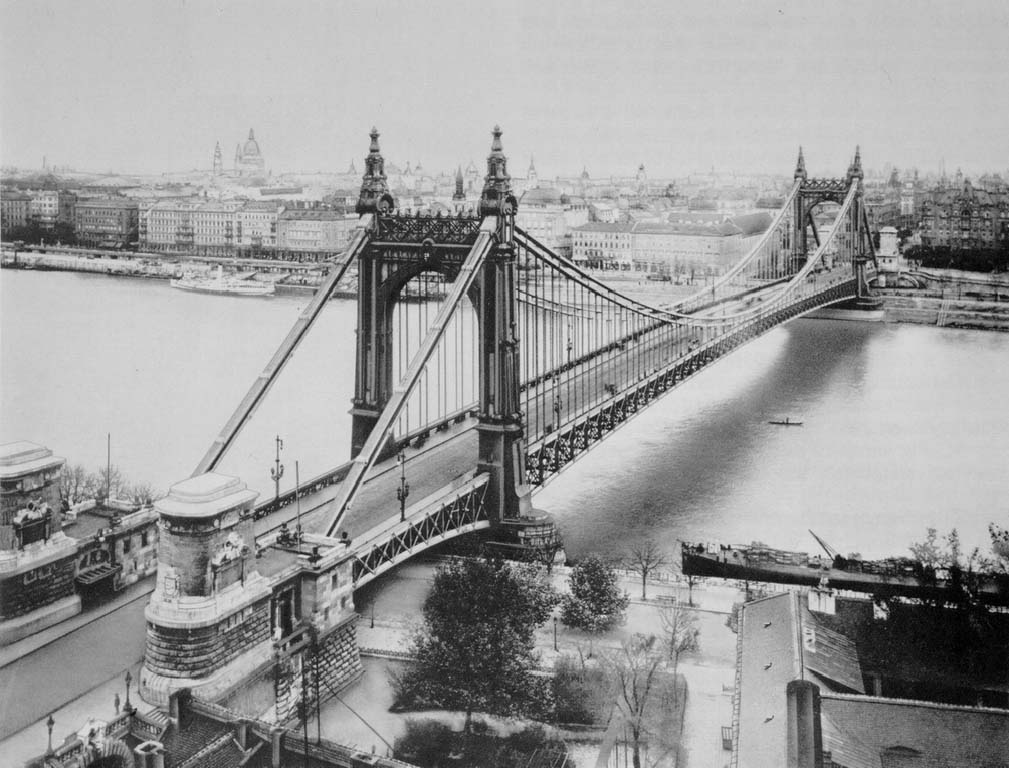
Stary most Elżbiety z 1903 r.

Pierwszy most powstały w tym miejscu w 1903 roku i istniejący do 1945 roku wywołał po wybudowaniu niemałą techniczną sensację – jako jedyny most łańcuchowy na świecie o przęśle łączącym brzegi rzeki odległe aż 290 metrów. Pierwsze miejsce w tej kategorii zajmował 23 lata, do 1926 roku.
Na projekt mostu zorganizowano międzynarodowy konkurs, na który zgłoszono 43 opracowania. Zatwierdzono projekt stalowego, bogato zdobionego mostu łańcuchowego według projektu Alberta Czekeliusa i Antala Kherndla. 
Na moście utworzono jezdnię o szerokości 11 m, (początkowo wykładaną drewnianymi belkami), z dwoma chodnikami o szer. 3,5 m i dwoma przystankami tramwajowymi w pobliżu pylonów. 
Ruch tramwajowy rozpoczął się na moście dopiero 14 sierpnia 1914 roku, kiedy pogodzono dwa towarzystwa tramwajowe w sporze o prawa do przewozu osób przez Dunaj.

## Nowy most z 1964 roku
W czasie drugiej wojny światowej wycofujące się wojska niemieckie zniszczyły przeprawę przez rzekę. Ocalał na brzegu po stronie peszteńskiej pylon, stojący aż do 1960 roku. Znaczny wzrost ruchu miejskiego przyczynił się do decyzji o wybudowaniu nowego i bardziej przepustowego mostu. Obecny most nadal nazwany imieniem królowej Elżbiety, skonstruowano według projektu Pála Sávoya w tym samym miejscu, jest szerszy, zaprojektowano 4 pasy jezdni oraz tory dla tramwajów. Most użytkowany jest od 21 listopada 1964 roku. Tramwaje kursowały mostem do 31 grudnia 1972 roku. Ruch samochodowy 6 pasami odbywa się nadal.